# Chaetolithon
Chaetolithon Foslie, 1898  é o nome botânico  de um gênero de algas vermelhas pluricelulares da família Hapalidiaceae, subfamília Melobesioideae.
- São algas marinhas encontradas na Austrália.

## Sinonímia
Atualmente é considerado como sinônimo de:
- Choreonema F. Schmitz, 1889

## Espécies
- Chaetolithon deformans (Solms-Laubach) Foslie, 1898

= Choreonema thuretii (Bornet) F. Schmitz, 1889